# Heure aux États-Unis
 (août 2017).
Si vous disposez d'ouvrages ou d'articles de référence ou si vous connaissez des sites web de qualité traitant du thème abordé ici, merci de compléter l'article en donnant les références utiles à sa vérifiabilité et en les liant à la section « Notes et références ».
 (août 2017).
Le contenu est difficilement compréhensible vu les erreurs de traduction, qui sont peut-être dues à l'utilisation d'un logiciel de traduction automatique.

Carte des fuseaux horaires des États-Unis entre le 2 avril 2006 et le 11 mars 2007. La situation actuelle est différente, car plusieurs comtés de l'État de l'Indiana sont passés du fuseau Centre au fuseau Est.

L’heure aux États-Unis est divisée selon la loi en neuf fuseaux horaires standards, qui couvrent les États et les territoires. Durant les mois de printemps, d'été et d'automne, la majorité des États-Unis applique l'heure d'été. 
Les limites des fuseaux horaires et l'heure d'été sont réglementées par le département des Transports. Le temps officiel est fourni par deux agences fédérales : le National Institute of Standards and Technology (NIST), une agence du département du Commerce, et son homologue militaire, l'observatoire naval des États-Unis (United States Naval Observatory, ou USNO). Les horloges de ces deux services restent synchronisées entre elles, mais aussi avec celles d'autres organisations internationales.
Les règles régissant les fuseaux horaires et l'heure d'été, ainsi que les services officiels, déterminent l'heure civile légale pour n'importe quel endroit aux États-Unis à tout instant.

## Histoire
Avant l'adoption de quatre fuseaux horaires standards pour la partie continentale des États-Unis, de nombreuses villes définirent des horloges basées sur les couchers et levers de soleil, et en observant le Soleil à son zénith à midi (heure solaire moyenne). Bien que l'aube et le crépuscule se produisent à des moments différents, les différences de temps entre deux sites distants ont été à peine perceptibles avant le XIXe siècle, à cause des longs temps de trajet et de l'absence de communication instantanée à longue distance avant le développement du télégraphe.
L'utilisation de l'heure locale solaire est devenue de moins en moins pratique avec le développement du chemin de fer et des télécommunications. Les chemins de fer américains maintenaient plusieurs fuseaux horaires différents à la fin du XIXe siècle. Chaque gare utilisait sa propre définition du temps, ce qui rendait difficile la coordination des horaires de train et provoquait de la confusion chez les passagers. Selon la Bibliothèque du Congrès, les calculs de durée devinrent un grave problème pour les voyageurs (parfois des centaines de kilomètres en un jour). Chaque ville des États-Unis utilisait sa propre définition de l'heure, soit plus de 300 heures solaires locales. Les fuseaux horaires sont donc un compromis, qui a pu apporter des heures locales proches des heures solaires tout en atténuant les dépendances géographiques complexes. Les gestionnaires du système ferroviaire essayèrent de régler le problème en créant cent fuseaux horaires, mais ce n'était qu'une solution partielle au problème.
Les opérateurs des nouvelles lignes de chemin de fer avaient besoin d'un nouveau système de temps afin d'avoir des horaires uniformes pour les départs et les arrivées. Quatre fuseaux horaires standards ont été introduits à midi le 18 novembre 1883 pour la partie continentale des États-Unis, lorsque les lignes télégraphiques transmirent des signaux de temps à toutes les grandes villes.
En octobre 1884, la Conférence internationale de Washington a adopté une proposition déclarant que le premier méridien pour la longitude et la chronométrie doit être celui passant par l'Observatoire de Greenwich au Royaume-Uni. La conférence établit le méridien de Greenwich comme méridien d'origine ainsi que le temps moyen de Greenwich (GMT) comme standards mondiaux. Le système de fuseaux horaires américains en découle puisqu'il fait référence au GMT.

### De GMT à UTC
GMT a été remplacé en tant qu'étalon de temps standard civil par le temps universel coordonné (UTC) en 1960, lorsque le Comité consultatif international de radiodiffusion formalisa la notion de temps universel coordonné, abrégé UTC. Il est, avec une précision de 1 seconde, le temps solaire moyen à 0°. Il n'observe pas l'heure d'été. C'est l'un de plusieurs successeurs étroitement liés à GMT. Dans la plupart des cas, UTC est considéré comme interchangeable avec GMT, mais GMT n'est plus défini par la communauté scientifique avec précision.

## Les fuseaux horaires des États-Unis
Les fuseaux horaires standards des États-Unis sont actuellement définis au niveau fédéral par la loi 15 USC §260. La loi fédérale établit également les dates de transition pour l'heure d'été, si elle est observée. C'est finalement le Secrétaire aux Transports, en accord avec les États, qui détermine les fuseaux horaires des différentes régions et lesquelles observent l'heure d'été. En date du 9 août 2007, les fuseaux horaires standards sont définis en décalage d'heures entières par rapport à UTC. 
Seuls les fuseaux horaires énumérés ci-dessous sont officiels ; les abréviations sont des conventions usuelles, et sont d'ailleurs utilisées pour des fuseaux horaires différents dans le monde.
Les États-Unis utilisent neuf fuseaux horaires standards. Selon la loi américaine, ce sont :
1. l'heure de l'Atlantique ;
2. l'heure de l'Est ;
3. l'heure du Centre ;
4. l'heure des Rocheuses ;
5. l'heure du Pacifique ;
6. l'heure de l'Alaska ;
7. l'heure d'Hawaï et des îles Aléoutiennes ;
8. l'heure des Samoa ;
9. l'heure des Chamorros.

Les limites des fuseaux horaires peuvent être vues sur le site timetemperature.com.

### Fuseaux horaires standards et heure d'été
| Fuseau horaire                         | Heure standard   | Heure d'été                                                                           | États dans le fuseau |
| -------------------------------------- | ---------------- | ------------------------------------------------------------------------------------- | --- |
| Heure d'Hawaï et des îles Aléoutiennes | HAST (UTC−10:00) | HADT (UTC−09:00) uniquement les îles Aléoutiennes (partie de l’Alaska dans ce fuseau) | Alaska, Hawaï |
| Heure de l'Alaska                      | AKST (UTC−09:00) | AKDT (UTC−08:00)                                                                      | Alaska |
| Heure du Pacifique                     | PST (UTC−08:00)  | PDT (UTC−07:00)                                                                       | Californie, Washington, Oregon, Nevada, Idaho |
| Heure des Rocheuses                    | MST (UTC−07:00)  | MDT (UTC−06:00) sauf Arizona hormis la Nation navajo                                  | Arizona, Colorado, Dakota du Nord, Dakota du Sud, Idaho, Kansas, Montana, Nebraska, Nevada, Nouveau-Mexique, Oregon, Texas, Utah, Wyoming |
| Heure du Centre                        | CST (UTC−06:00)  | CDT (UTC−05:00)                                                                       | Alabama, Arkansas, Dakota du Nord, Dakota du Sud, Floride, Illinois, Indiana, Iowa, Kansas, Kentucky, Louisiane, Michigan, Minnesota, Mississippi, Missouri, Nebraska, Oklahoma, Tennessee, Texas, Wisconsin                                                                      |
| Heure de l'Est                         | EST (UTC−05:00)  | EDT (UTC−04:00)                                                                       | Caroline du Nord, Caroline du Sud, Connecticut, Delaware, Floride, Géorgie, Indiana, Kentucky, Maine, Maryland, Massachusetts, Michigan, New Hampshire, New Jersey, New York, Ohio, Pennsylvanie, Rhode Island, Tennessee, Vermont, Virginie, Virginie-Occidentale, Washington DC |

### Fuseaux utilisés dans la partie continentale des États-Unis
D'est à ouest, les fuseaux standards de la partie continentale des États-Unis sont :
- L'heure de l'Est : (Zone R), qui comprend globalement les États de la côte atlantique et les deux tiers est de la vallée de l'Ohio ;
- L'heure du Centre : (Zone S), qui comprend globalement la côte du Golfe, la vallée du Mississippi, et les grandes plaines ;
- L'heure des Rocheuses : (Zone T), qui comprend globalement les États incluant les Rocheuses ;
- L'heure du Pacifique : (Zone U), qui comprend globalement les États de la côte pacifique, ainsi que le Nevada et l'Idaho panhandle.

### Fuseaux utilisés dans les autres États des États-Unis
- L'heure de l'Alaska : (AKST ; UTC + 09:00; Zone V), qui comprend la majorité de l'Alaska ;
- L'heure d'Hawaï et des îles Aléoutiennes : (ou, officieusement, « heure d'Hawaï » : HST) (HAST ; UTC−10:00; Zone W), qui comprend Hawaï et la majorité de la chaîne des Îles Aléoutiennes (à l'ouest de 169°30′W).

### Fuseaux hors des États
- L'heure de l'Atlantique : (AST ; UTC−04:00 ; Zone Q), qui comprend Porto Rico et les Îles Vierges des États-Unis ;
- L'heure des Samoa : (SST; UTC−11:00 ; Zone X), qui comprend les Samoa américaines ;
- L'heure des Chamorros : (ChST ; UTC+10:00 ; Zone K), qui comprend Guam et les Îles Mariannes du Nord.

### Îles mineures éloignées des États-Unis
Certaines îles mineures éloignées des États-Unis sont hors des fuseaux définis par 15 U.S.C. §260, et se trouvent dans des eaux où l'heure nautique est utilisée. En pratique, les militaires peuvent utiliser l'heure Zulu (UTC±00:00) lorsqu'ils se trouvent sur ces îles. L'île Baker et l'île Howland sont dans UTC−12:00, alors que l'île Wake est dans UTC+12:00. Puisqu'elles sont des deux côtés de la ligne de changement de date, il peut être simultanément mardi après-midi sur les îles Baker et Howland et lundi après-midi sur l'île Wake.
Parmi les autres îles mineures :
- L'île Jarvis, l'atoll Midway, l'atoll Palmyra, et le récif Kingman sont dans UTC−11:00 ;
- L'atoll Johnston est dans UTC−10:00 ;
- L'île de la Navasse est dans UTC−05:00.

### Stations de recherche en Antarctique
En Antarctique, les installations de recherche de la Station de Palmer sont dans UTC−03:00, tandis que la Station McMurdo et la base antarctique Amundsen-Scott utilisent UTC+12:00 afin de se coordonner avec leurs principales sources d'approvisionnement en Nouvelle-Zélande.

## Les limites entre fuseaux
(Décrites du nord au sud le long de chaque limite.)

### Limite entre fuseaux Est et Centre
La limite : 

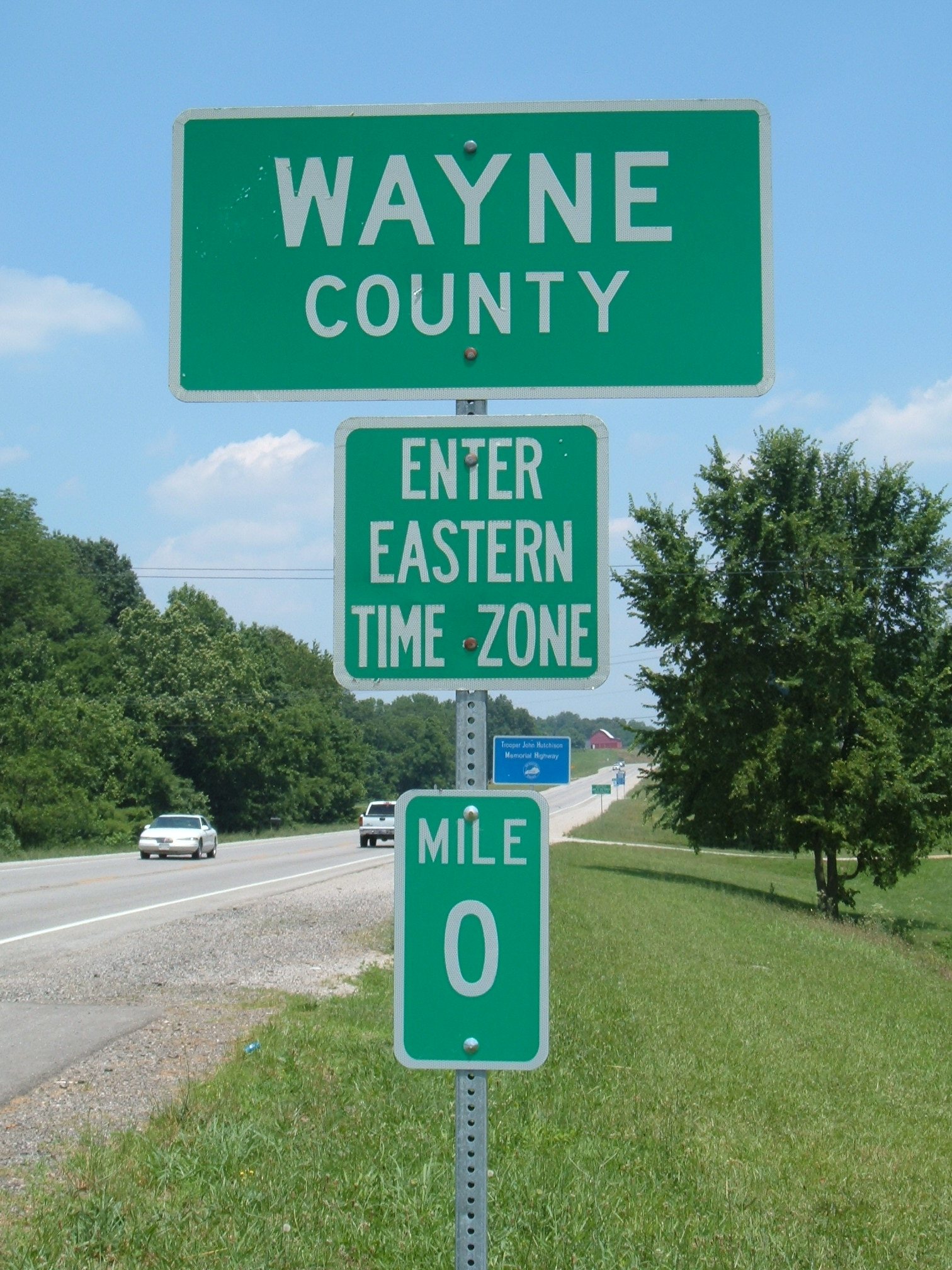
Marqueur indiquant la limite entre le comté de Wayne (Kentucky) et le fuseau horaire de l'est.

Les fuseaux de l'Indiana : Les zones rouges appartiennent au fuseau horaire Centre.

- suit environ la frontière entre le Wisconsin (au sud et à l'ouest) et la Péninsule Supérieure du Michigan (au nord et à l'est) ; les comtés de la Péninsule Supérieure frontaliers du Wisconsin (à savoir Gogebic, Iron, Dickinson, et Menominee) sont dans le fuseau Centre, tous les autres comtés de la Péninsule sont dans le fuseau Est ;
- suit le Lac Michigan ;
- divise une petite partie du nord-ouest de l'Indiana près de Chicago du reste de l'État ;
- suit la frontière entre l'Illinois (à l'ouest) et l'Indiana (est) ;
- divise une petite partie du sud-ouest de l'Indiana du reste de l'État ;
- divise le Kentucky en deux le long d'une ligne à l'ouest de Louisville, s'étendant du nord-ouest à sud-est ;
- divise la région légalement définie comme East Tennessee, à l'exception de quatre comtés adjacents au Middle Tennessee, du reste du Tennessee ;
- suit la frontière entre l'Alabama (à l'ouest) et la Géorgie (à l'est) ;
- divise le Panhandle de Floride le long du fleuve Apalachicola et de l'Intracoastal Waterway juste à l'ouest de Tallahassee.

### Limite entre fuseaux Centre et Rocheuses
La limite :
- sépare la partie sud-ouest du Dakota du Nord du reste de l'État ;
- divise le Dakota du Sud en deux ;
- sépare le tiers ouest du Nebraska du reste de l'État ;
- sépare une très petite partie de l'extrême ouest du Kansas frontalier du Colorado (comtés de Greeley, Hamilton, Sherman, et Wallace) du reste de l'état (les trois autres comtés frontalier du Colorado — les comtés de Cheyenne, Morton, et Stanton sont dans le fuseau Centre) ;
- suit la frontière entre le Nouveau-Mexique (à l'ouest) et l'Oklahoma (est) ;
- suit la frontière entre le Nouveau-Mexique (à l'ouest) et le Texas (est) ;
- divise le comté d'El Paso, le comté de Hudspeth, et une partie du nord du comté de Culberson qui comprend l'est du Parc national des Guadalupe Mountains du reste du Texas.

### Limite entre fuseaux Rocheuses et Pacifique
La limite :
- suit la frontière entre le nord de l'Idaho (à l'ouest) et le nord-ouest du Montana (à l'est) ;
- tourne vers l'ouest à 45° 33,46′ N, 114° 33,89′ O (juste au sud de Nez Perce Pass), et suit la ligne du comté d'Idaho vers la rivière Salmon ;
- suit la rivière Salmon à l'ouest de la ville de Riggins, où la rivière tourne vers le nord. Cela met presque tout le nord de l'Idaho dans le fuseau horaire du Pacifique, à l'exception de la petite boucle décrite ci-dessous ;
- tourne vers le nord et suit la rivière Salmon de la rivière Snake à la frontière de l'Oregon (à 45° 51,3′ N, 116° 47,5′ O). Curieusement, cette boucle vers le nord crée une situation où l'on peut entrer dans un fuseau plus à l'ouest en traversant la rivière Salmon vers l'est via un pont dans cette portion de la rivière ;
- tourne vers le sud et suit la rivière Snake entre l'Oregon (ouest) et l'Idaho (est) à la frontière nord du comté de Malheur ;
- tourne vers l'ouest et suit la frontière nord du comté de Malheur à sa frontière occidentale, où elle tourne vers le sud ;
- suit la frontière occidentale du comté de Malheur à la latitude 42.45° (42°27′ N), où elle tourne vers l'est, et retourne à frontière Oregon/Idaho ;
- tourne au sud et suit la frontière entre l'Oregon (ouest) et l'Idaho (est) ;
- tourne vers l'est et suit la frontière entre l'Idaho (nord) et le Nevada (sud) le long du 42e parallèle nord jusqu'à la longitude 114.041726 W ;
- tourne vers le sud et suit la frontière entre le Nevada (ouest) et l'Utah (est), sauf pour suivre la limite ouest de la ville de West Wendover en la séparant ainsi du reste du Nevada, et la mettant dans le fuseau horaire des Rocheuses. Jackpot, Nevada, au sud du 42e parallèle et à 40 km à l'ouest observe aussi officieusement l'heure des Rocheuses ;
- suit la frontière entre le Nevada (ouest) et l'Arizona (est) ;
- suit la frontière entre la Californie (ouest) et l'Arizona (à l'est), tel que défini par le fleuve Colorado, à la frontière entre les États-Unis et le Mexique.

## Heure d'été
L'Energy Policy Act (2005) a allongé la durée de l'heure d'été d'un mois à compter de 2007. Les changements d'heure se font maintenant le deuxième dimanche de mars et le premier dimanche de novembre. En mars, les horloges sont avancées d'une heure à 2 h du matin ; en novembre elles sont reculées de 2 h à une heure.

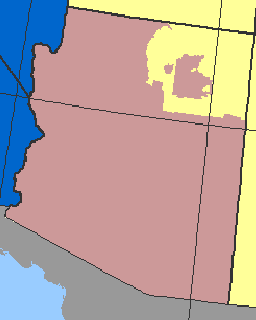
Fuseaux horaires en Arizona.

En réponse à l’Uniform Time Act de 1966, chaque État a officiellement choisi d'appliquer l'une des deux règles sur l'ensemble de son territoire :
- La plupart utilisent l'heure standard de leur fuseau (ou les heures standards, dans le cas où l'État est divisé entre deux fuseaux), sauf pour l'utilisation de l'heure d'été. À l'origine, du dernier dimanche d'avril au dernier dimanche d'octobre, deux modifications ultérieures, en 1986 et 2005, ont changé ces dates. L'heure d'été s'applique désormais du deuxième dimanche de mars jusqu'au premier dimanche de novembre.
- L'Arizona et Hawaï utilisent l'heure standard tout au long de l'année[8]. Cependant :
  - La Nation navajo observe l'heure d'été sur l'ensemble de son territoire, y compris la partie qui se trouve en Arizona[8]. Cependant, la Nation hopi, qui est entièrement entourée par la Nation navajo et est entièrement dans l'Arizona, n'observe pas l'heure d'été (voir la carte dans l'encart de droite)[9].

En 2005, l'Indiana a adopté une loi prenant effet le 2 avril 2006, qui a appliqué l'heure d'été sur tout son territoire. Avant cela, cet État utilisait officiellement l'heure standard toute l'année, avec les exceptions suivantes :
- Les parties de l'Indiana qui étaient dans le fuseau Centre observaient l'heure d'été ;
- Aussi, certains comtés près de Cincinnati et Louisville étaient à l'heure de l'est, observaient officieusement l'heure d'été.